# Brégnier-Cordon
Brégnier-Cordon – miejscowość i gmina we Francji, w regionie Owernia-Rodan-Alpy, w departamencie Ain.

## Demografia
Według danych na styczeń 2012 r. gminę zamieszkiwało 914 osób, a gęstość zaludnienia wynosiła 78,8 osób/km².

Populacja Brégnier-Cordon w latach 1962–2008